# Síndrome do nariz vazio
A síndrome do nariz vazio (em inglês Empty nose syndrome), é a denominação (não-oficial na língua portuguesa) de uma síndrome iatrogênica e crônica que leva à disfunção fisiológica nasal, acarretada pelo ressecamento da mucosa dos cornetos nasais (ou concha nasal) após uma Turbinectomia.
Os principais sintomas perceptíveis são o ressecamento da mucosa nasal, congestão devido ao acúmulo de tecido remanescente, áreas com metaplasia escamosa, obstrução nasal paradoxal (embora o paciente tenha a passagem do fluxo de ar totalmente desobstruída, há perda da sensação da passagem do ar), vertigem e falta de ar. Outros sintomas foram também levados em conta por piorarem significativamente a qualidade de vida e a sensação de bem-estar dos pacientes, como dificuldade de concentração, ansiedade, preocupação com os sintomas e depressão considerada clínica em mais de 50% dos casos. Em muitos casos, os sintomas começam a ser melhor percebidos somente muitos anos após a cirurgia (8 anos em média).
No Brasil, a Síndrome é geralmente desconhecida por pacientes e é assunto pouco discutido entre profissionais da área.